# Рудавка (гміна Бірча)

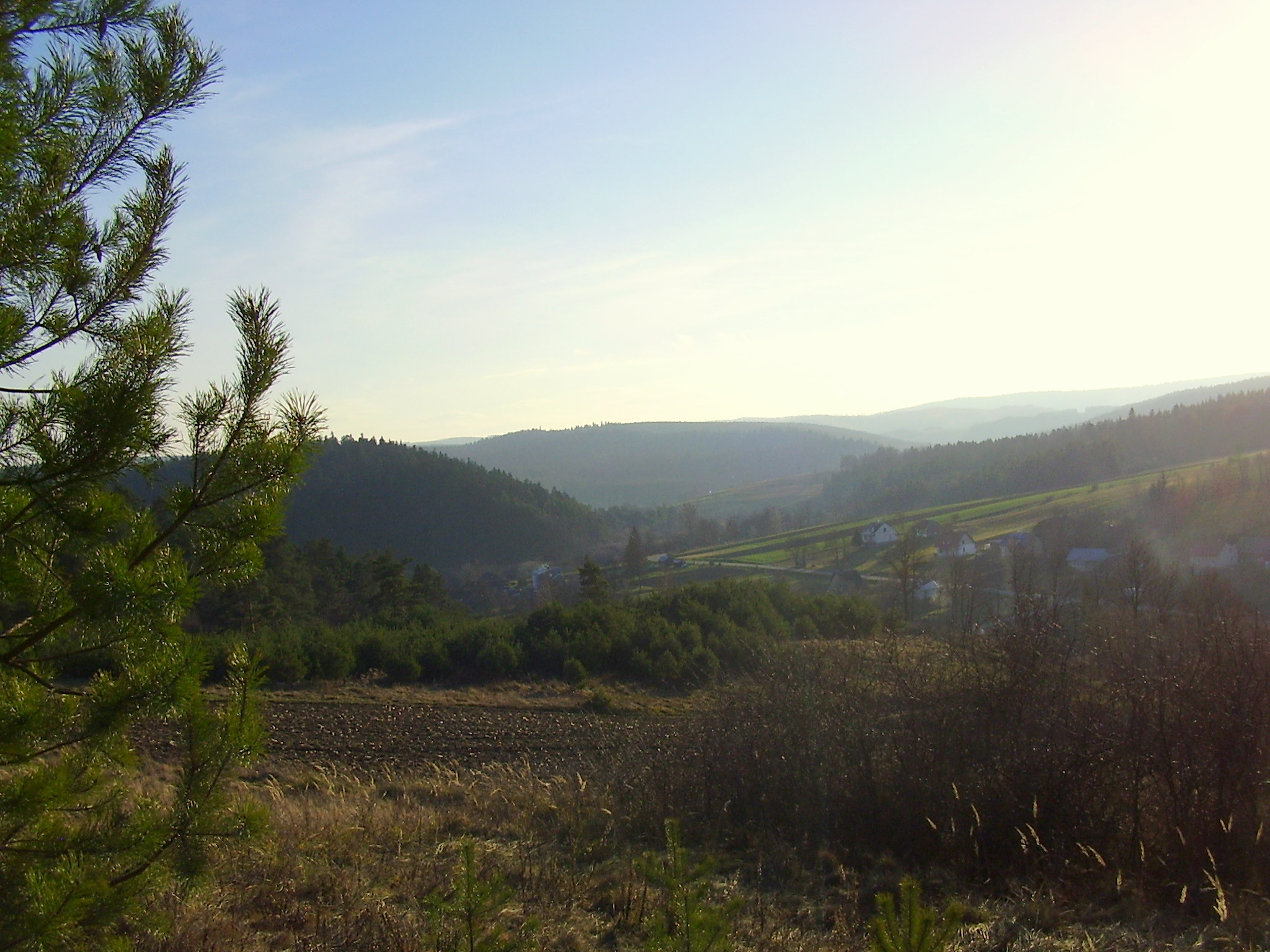
Панорама Рудавки

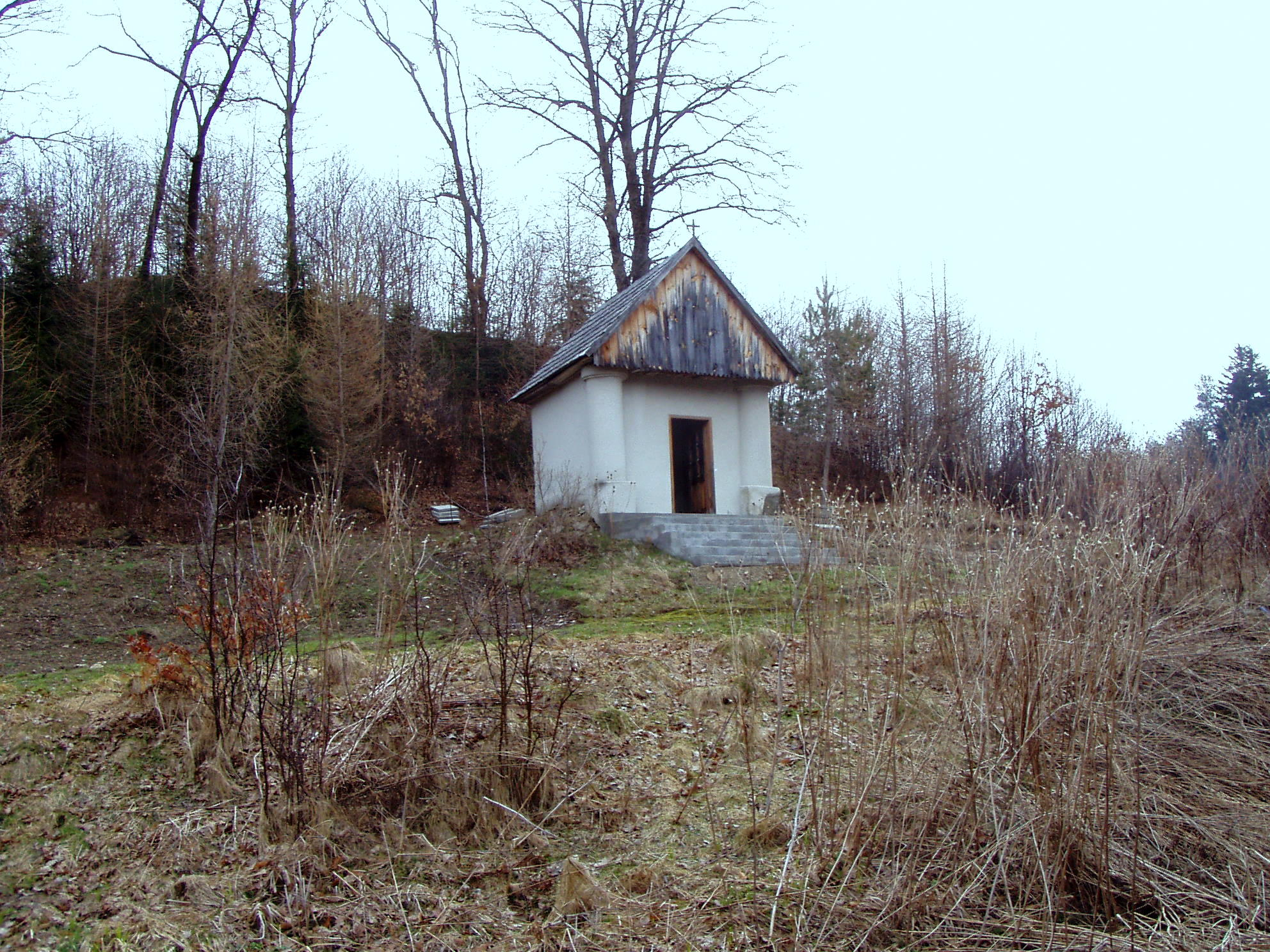
Капличка в Рудавці

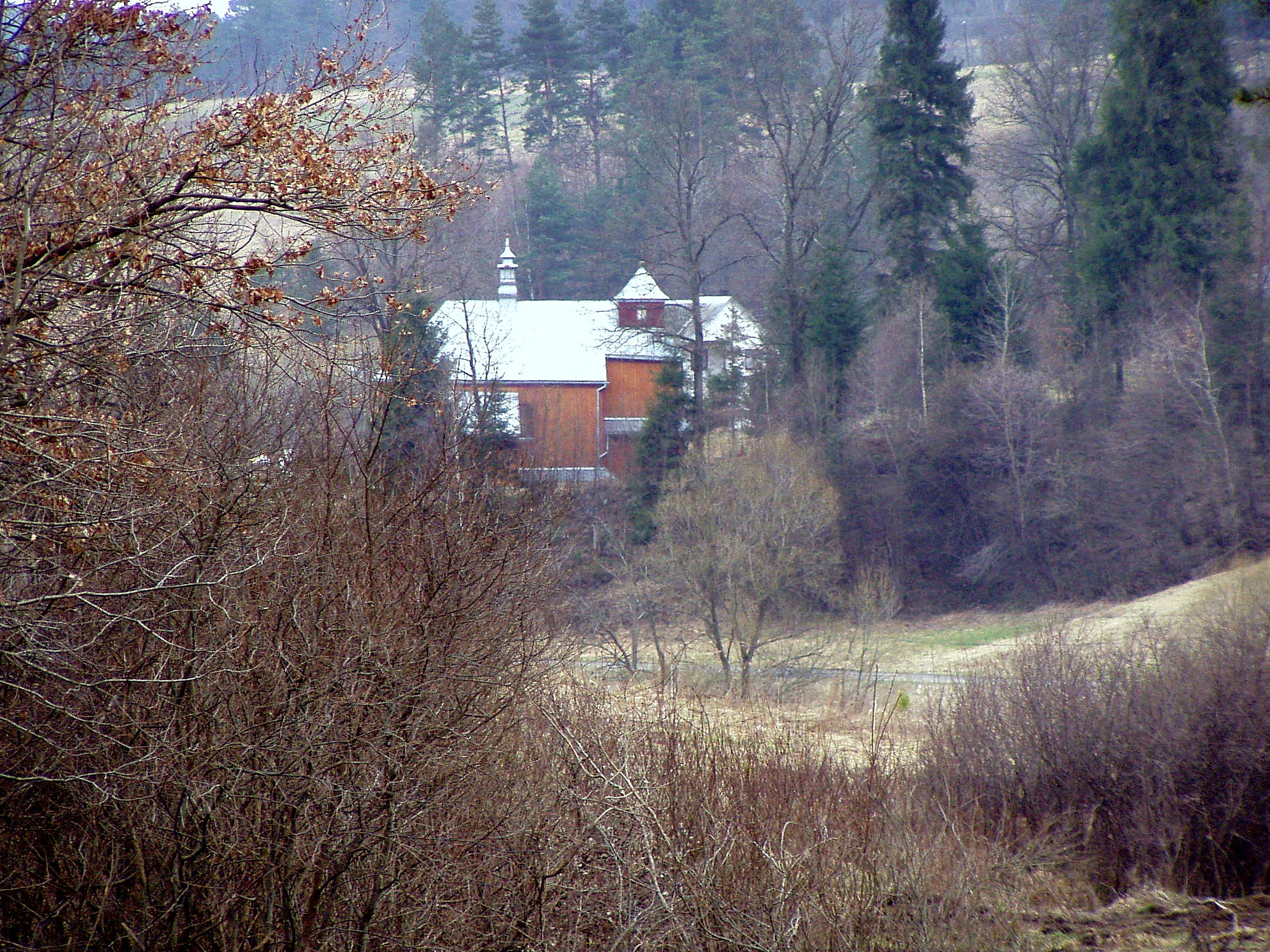
Церква святого Сави в Рудавці

Рудавка (пол. Rudawka) — село в Польщі, у гміні Бірча Перемишльського повіту Підкарпатського воєводства.
Населення — 212 осіб (2011).

## Географія
Село розташоване на відстані 3 кілометри на північний захід від центру гміни села Бірчі, 25 кілометрів на захід від центру повіту міста Перемишля і 49 кілометрів на південний схід від столиці воєводства — міста Ряшіва.

## Етимологія назви села
Назва села Рудавка і потоку Рудавка походить імовірно від «рудих» болотних глиб в долині потоку — це є болотяні руди заліза.

## Історія
В XI-XIII століттях на цих землях існувало Перемишльське руське князівство зі столицею в Перемишлі, яке входило до складу Галицького князівства, а пізніше Галицько-Волинського князівства.
Після захоплення цих земель Польщею територія в 1340–1772 роках входила до складу Сяноцької землі Руського воєводства Королівства Польського.
Село Рудавка засноване в середині XV століття, коли входило до складу бірчанських маєтків. Як населений пункт село існувало ще перед 1464 роком.
Перша згадка (про інтенсивну господарську діяльність по випасу худоби) сягає 1485 року.
Перепис 1510 показував, що село платило податки з 5 ланів, млина та 100 овець.
У 1517–1521 роках фігурує згадка про providus Ivanus Munkacz scultetus hereditarius de Rudawka.
В XVII столітті село було власністю Станіслава Стадницького (пол. Stanisława Stadnickiego), якого називали «Ланьцутським дияволом» (пол. Diabłem łańcuckim) — в тих часах садиба була місцем перебування розбійників, котрі нападали на сусідні місцевості. Пізніше Рудавка перейшла у власність його сина — Зигмунта Стадницького (пол. Zygmunta Stadnickiego), який запам'ятався тому, що, за місцевими переказами, одного разу в нападі шалу вбив кількадесят мешканців Рудавки (ніби 25) протягом одного дня.
В 1772 році внаслідок першого поділу Польщі село Рудавка відійшло до імперії Габсбургів.
У XVIII-XIX століттях в місцевості існувала гута.
В 1796 році в селі збудовано церкву святого Сави (пол. Cerkiew św. Sawy w Rudawce).
На початку XIX століття село було власністю австрійської родини Шмід (пол. Schmid).
Після розпаду Австро-Угорщини і утворення Другої Речі Посполитої це переважно населене українцями село Надсяння опинилося по польському боці розмежування, що було закріплено в Ризькому мирному договорі 1921 року. Село входило до ґміни Бірча Добромильського повіту Львівського воєводства. На 1.01.1939 в селі було 1040 жителів, з них 630 українців, 380 поляків, 30 євреїв
Після нападу 1 вересня 1939 року Третього Рейху на Польщу й початку Другої світової війни та вторгнення СРСР до Польщі 17 вересня 1939 року Рудавка, що знаходиться на правому, східному березі Сяну, разом з іншими навколишніми селами відійшла до СРСР і ввійшла до складу Бірчанського району (районний центр — Бірча) утвореної 27 листопада 1939 року Дрогобицької області УРСР (обласний центр — місто Дрогобич).
З початком німецько-радянської війни село вже в перший тиждень було зайняте військами вермахту.
В кінці липня 1944 року село було зайняте Червоною Армією.
13 серпня розпочато мобілізацію українського населення Дрогобицької області до Червоної Армії (облвоєнком — підполковник Карличев).
В березні 1945 року село Рудавка, як і весь Бірчанський район з районним центром Бірча, Ліськівський район з районним центром Лісько та західна частина Перемишльського району включно з містом Перемишль зі складу Дрогобицької області передано Польщі.
Москва підписала й 16 серпня 1945 року опублікувала офіційно договір з Польщею про встановлення лінії Керзона українсько-польським кордоном та, попри бажання українців залишитись на рідній землі, про передбачене «добровільне» виселення приблизно 500 тис. українців з «Закерзоння», тобто Підляшшя, Холмщини, Надсяння і Лемківщини.,
Розпочалося виселення українців з рідної землі. Проводячи депортацію, уряд Польщі, як і уряд СРСР, керувалися Угодою між цими державами, підписаною в Любліні 9 вересня 1944 року, але, попри текст угоди, в якому наголошувалось, що «Евакуації підлягають лише ті з перелічених (…) осіб, які виявили своє бажання евакуюватися і щодо прийняття яких є згода Уряду Української РСР і Польського Комітету Національного Визволення. Евакуація є добровільною і тому примус не може бути застосований ні прямо, ні посередньо. Бажання евакуйованих може бути висловлено як усно, так і подано на письмі.», виселення було примусовим і з застосуванням військових підрозділів.
Українська Повстанська Армія намагалась захистити мирне українське населення від примусової депортації польською армією та не дати польській владі заселювати звільнені господарства поляками. Зокрема 29 листопада 1945 року будинки, з яких були виселені українські родини, спалено підрозділами УПА.
Українське населення села, якому вдалося уникнути депортації до СРСР, попало в 1947 році під етнічну чистку під час проведення Операції «Вісла» і було виселено на ті території у західній та північній частині польської держави, що до 1945 належали Німеччині.
У 1975-1998 роках село належало до Перемишльського воєводства.

## Населення
Демографічна структура станом на 31 березня 2011 року:
|          | Загалом | Допрацездатний вік | Працездатний вік | Постпрацездатний вік |
| -------- | ------- | ------------------ | ---------------- | -------------------- |
| Чоловіки | 114     | 25                 | 77               | 12                   |
| Жінки    | 98      | 23                 | 54               | 21                   |
| Разом    | 212     | 48                 | 131              | 33                   |

- 1796 — 185 греко-католиків, 34 римо-католики i 15 юдеїв (територія села: 10,48 км²)
- 1840 — 374 греко-католики
- 1859 — 385 греко-католиків
- 1879 — 432 греко-католики
- 1899 — 507 греко-католиків
- 1926 — 539 греко-католиків
- 1929 — 840 мешканців
- 1938 — 843 греко-католики